# Бен Урих
Бенджамин «Бен» Урих (англ. Benjamin «Ben» Urich) — персонаж американских комиксов издательства Marvel, обычно фигурирующий в сюжетах с участием Сорвиголовы и Человека-паука.
Урих — непрерывно курящий журналист-расследователь из нью-йоркской газеты Daily Bugle. После того, как Урих узнал тайну личности Сорвиголовы, оба персонажа стали полагаться друг на друга как на преданных союзников и надёжный источник информации. В меньшей степени он аналогичным образом взаимодействует с Человеком-пауком, чьё альтер-эго Питер Паркер был фотографом Daily Bugle, иногда сопровождая Уриха на заданиях. Урих использовал эти связи, чтобы разоблачать суперзлодеев, выдающих себя за бизнесменов, включая Кингпина и Зелёного гоблина.
В фильме «Сорвиголова» 2003 года его роль исполнил Джо Пантольяно. В первом сезоне сериала «Сорвиголова» 2015 года, действие которого разворачивается в Кинематографической вселенной Marvel, Уриха сыграл Вонди Куртис-Холл.

## История публикации
Бен Урих был создан сценаристом Роджером МакКензи и художником Джином Коланом, дебютировав в Daredevil #153 (Июль, 1978).

## Биография вымышленного персонажа
Бен Урих устроился копирайтером в Daily Bugle, ещё будучи студентом, начав карьеру репортёра под руководством редактора Джимми Хьюза. Урих очень хотел применить свой талант в расследовании преступлений и пытался разоблачить таких криминальных деятелей как Кувалда и Фортунато, однако, по истечении многих лет репортажей он продолжил освещать незначительные происшествия. Однажды он обедал в закусочной, куда ворвался преступник по имени Круэль, сбежавший от своего работодателя, криминального авторитета Уилсона Фиска. Фиск жестоко избил Круэля и бросил его умирать, а затем накачал Уриха и других свидетелей наркотиками, чтобы они забыли о встречи с ним. Этот инцидент натолкнул Уриха проявить больше участия в расследованиях преступлений, после чего он продолжил раскрывать как мелкую, так и организованную преступность в Нью-Йорке.
Несмотря на свой относительный успех, Урих надеялся на сенсацию, которая принесёт ему признание и Пулитцеровскую премию. Он сосредоточился на костюмированном супергерое Сорвиголове и вскоре собрал множество сведений о его подвигах, на изучение которых потратил часы. Потраченное время репортёра окупилось, поскольку ему удалось раскрыть тайну личности Сорвиголовы, под маской которого скрывался Мэтт Мёрдок и установить события, которые привели Мёрдока к началу его карьеры борца с преступностью. Тем не менее, Урих сочувствовал герою и с пониманием отнёсся к выбранному им пути и, встретившись с ним лично, даже помог Сорвиголове во время его собственного расследования. В разговоре с Сорвиголовой он подтвердил свои собственные подозрения, после чего пришёл к выводу, что добро, которое Сорвиголова сделал для Нью-Йорке, перекрывает его собственное стремление к славе, после чего сжёг все имеющиеся у него доказательства, став верным союзником супергероя.
В дальнейшем Урих написал книгу «Наследие зла», где раскрыл многочисленные преступления Зелёного гоблина, под маской которого скрывался влиятельный бизнесмен Норман Озборн. Ещё одним предметом исследования Уриха выступил остров Кракоа, тесно связанный с Людьми Икс.

## Альтернативные версии

### Ultimate Marvel
Во вселенной Ultimate Marvel появляется более молодая версия Бена Уриха, который был представлен как ведущий репортёр Daily Bugle, что дружит с дизайнером веб-сайта газеты Питером Паркером. Паркер, будучи Человеком-пауком, иногда снабжает Уриха информацией. Бен написал серию статей, в которых разоблачил Кингпина, благодаря чему получил контракт на книгу. Он представил в суд компромат на Уилсона Фиска, из-за чего Кингпину пришлось покинуть страну. В Ultimate Spider-Man # 95 Урих подвергся нападению со стороны женщины-вампира, однако был вовремя спасён Морбиусом, который избавил его от вампиризма. В отличие от классической версии, Ultimate Урих никогда не взаимодействовал с Сорвиголовой.

## Вне комиксов

### Телевидение

#### Кинематографическая вселенная Marvel
- Бен Урих появился в первом сезоне телесериала «Сорвиголова» 2015 года, где его сыграл Вонди Кёртис-Холл[3][9]. Он работает журналистом в New York Bulletin и пытается заботиться о своей жене, страдающей болезнью Альцгеймера, будучи не в состоянии позволить себе оплатить медицинские платежи или перевести её в дом престарелых. Также он регулярно конфликтует со своим редактором Митчеллом Эллисоном, более заинтересованным в сохранении тиражей New York Bulletin в ходе конкуренции с телевидением, тогда как Урих считает своим долгом освещать в статьях важные общественные вопросы. Написав серию разоблачений о коррупции в рядах «Юнион Эллайд Констракшн», Урих привлекает внимание Карен Пейдж, Мэтта Мердока и Фогги Нельсона, вместе с которыми начинает работу над разоблачением Уилсона Фиска. Ко всему прочему, он объединяет усилия с Сорвиголовой. По просьбе Карен, он посещает мать Фиска и узнаёт шокирующие подробности о его прошлом. Позже, когда он пытается написать статью об этом и опубликовать её в блоге, Фиск врывается в квартиру Уриха и душит его голыми руками, в отместку за то, что тот потревожил его мать, Марлин. Несмотря на гибель Бена, его материалы позволяют Пейдж, Мёрдоку и Нельсону разоблачить Фиска и отправить его в тюрьму.

Продюсер сериала Стивен Денайт объяснил, что Marvel приняла решение убить Уриха ещё до того, как он присоединился к проекту: «Marvel действительно хотела убить Уриха ближе к концу сезона, потому что мы знали, что проявим некоторое сочувствие к Фиску, заставив его сделать что-то действительно ужасное, что подтолкнёт Мэтта к финальному поединку в противостоянию с Фиском. Также мы хотели донести до зрителей, что «перчатки сняты»: то, что он был любимым персонажем комиксов, не говорит о его безопасности... Уриха убивают, потому что он совершил непростительный грех в представлении Фиска: он потревожил мать Фиска... Последнее, чего вы захотите сделать с Фиском, это вовлечь, оскорбить, втоптать в грязь женщин в его жизни, которых он любит. Это будет для него серьёзным триггером». Лиз Шэннон Миллер из IndieWire положительно высказалась об актёрском составе первого сезона сериала, в частности о Вонди Кёртис-Холле, Чарли Коксе и Винсенте Д’Онофрио. Дэниел Смит из Screen Rant поместил его на 4-е место среди умнейших персонажей сериала.
- Урих упоминается во втором сезоне сериала «Плащ и Кинжал» 2018 года[13][14].

### Фильм
Бен Урих является одним из второстепенных персонажей художественного фильма «Сорвиголова» 2003 года, где его сыграл Джо Пантольяно. В фильме он работает на New York Post, так как права на Daily Bugle были привязаны к фильмам про Человека-паука. По мере развития сюжета, Урих раскрывает секрет личности Сорвиголовы, обнаружив его оружие, которое адвокат Мэтт Мёрдок маскирует под обычную трость. Тем не менее, Урих решает не разглашать тайну супергероя, отказавшись от публикации статьи-разоблачения.

### Видеоигры
- Бен Урих появляется как вспомогательный персонаж в Spider-Man: Battle for New York, где его озвучивает Робин Аткин Даунс[16][17].
- Бен Урих появляется в Marvel Heroes, где его озвучил Тим Блэйни[16][18].

### Аудио
Бен Урих появился в подкасте Marvels, где его озвучил Method Man.

### Романы
В своём дебютном романе «Интуитивист», лауреат Пулитцеровской премии Колсон Уайтхед представил персонажа-журналиста по имени Бен Урих, как дань уважения персонажу комиксов, будучи большим поклонником исходного материала, который вдохновил его на развитие писательской карьеры.

### Товары
Бен Урих был одной из 25 фигурок в наборе Lego «Редакция Daily Bugle».

## Критика
Дэрби Харн из Screen Rant поместил Бена Уриха на 10-е место среди «10 лучших персонажей Человека-паука, не являющихся супергероями».